# 1671
Portal Geschichte | Portal Biografien | Aktuelle Ereignisse | Jahreskalender | Tagesartikel

◄ |
16. Jahrhundert |
17. Jahrhundert
| 18. Jahrhundert | ►

◄ |
1640er |
1650er |
1660er |
1670er
| 1680er | 1690er | 1700er | ►

◄◄ |
◄ |
1667 |
1668 |
1669 |
1670 |
1671
| 1672 | 1673 | 1674 | 1675 | ► | ►►
Staatsoberhäupter  · Nekrolog   · Musikjahr
| Januar | Januar | Januar | Januar | Januar | Januar | Januar | Januar |
| Kw     | Mo     | Di     | Mi     | Do     | Fr     | Sa     | So     |
| ------ | ------ | ------ | ------ | ------ | ------ | ------ | ------ |
| 1      |        |        |        | 1      | 2      | 3      | 4      |
| 2      | 5      | 6      | 7      | 8      | 9      | 10     | 11     |
| 3      | 12     | 13     | 14     | 15     | 16     | 17     | 18     |
| 4      | 19     | 20     | 21     | 22     | 23     | 24     | 25     |
| 5      | 26     | 27     | 28     | 29     | 30     | 31     |        |

| Februar | Februar | Februar | Februar | Februar | Februar | Februar | Februar |
| Kw      | Mo      | Di      | Mi      | Do      | Fr      | Sa      | So      |
| ------- | ------- | ------- | ------- | ------- | ------- | ------- | ------- |
| 5       |         |         |         |         |         |         | 1       |
| 6       | 2       | 3       | 4       | 5       | 6       | 7       | 8       |
| 7       | 9       | 10      | 11      | 12      | 13      | 14      | 15      |
| 8       | 16      | 17      | 18      | 19      | 20      | 21      | 22      |
| 9       | 23      | 24      | 25      | 26      | 27      | 28      |         |

| März | März | März | März | März | März | März | März |
| Kw   | Mo   | Di   | Mi   | Do   | Fr   | Sa   | So   |
| ---- | ---- | ---- | ---- | ---- | ---- | ---- | ---- |
| 9    |      |      |      |      |      |      | 1    |
| 10   | 2    | 3    | 4    | 5    | 6    | 7    | 8    |
| 11   | 9    | 10   | 11   | 12   | 13   | 14   | 15   |
| 12   | 16   | 17   | 18   | 19   | 20   | 21   | 22   |
| 13   | 23   | 24   | 25   | 26   | 27   | 28   | 29   |
| 14   | 30   | 31   |      |      |      |      |      |

| April | April | April | April | April | April | April | April |
| Kw    | Mo    | Di    | Mi    | Do    | Fr    | Sa    | So    |
| ----- | ----- | ----- | ----- | ----- | ----- | ----- | ----- |
| 14    |       |       | 1     | 2     | 3     | 4     | 5     |
| 15    | 6     | 7     | 8     | 9     | 10    | 11    | 12    |
| 16    | 13    | 14    | 15    | 16    | 17    | 18    | 19    |
| 17    | 20    | 21    | 22    | 23    | 24    | 25    | 26    |
| 18    | 27    | 28    | 29    | 30    |       |       |       |

| Mai | Mai | Mai | Mai | Mai | Mai | Mai | Mai |
| Kw  | Mo  | Di  | Mi  | Do  | Fr  | Sa  | So  |
| --- | --- | --- | --- | --- | --- | --- | --- |
| 18  |     |     |     |     | 1   | 2   | 3   |
| 19  | 4   | 5   | 6   | 7   | 8   | 9   | 10  |
| 20  | 11  | 12  | 13  | 14  | 15  | 16  | 17  |
| 21  | 18  | 19  | 20  | 21  | 22  | 23  | 24  |
| 22  | 25  | 26  | 27  | 28  | 29  | 30  | 31  |

| Juni | Juni | Juni | Juni | Juni | Juni | Juni | Juni |
| Kw   | Mo   | Di   | Mi   | Do   | Fr   | Sa   | So   |
| ---- | ---- | ---- | ---- | ---- | ---- | ---- | ---- |
| 23   | 1    | 2    | 3    | 4    | 5    | 6    | 7    |
| 24   | 8    | 9    | 10   | 11   | 12   | 13   | 14   |
| 25   | 15   | 16   | 17   | 18   | 19   | 20   | 21   |
| 26   | 22   | 23   | 24   | 25   | 26   | 27   | 28   |
| 27   | 29   | 30   |      |      |      |      |      |

| Juli | Juli | Juli | Juli | Juli | Juli | Juli | Juli |
| Kw   | Mo   | Di   | Mi   | Do   | Fr   | Sa   | So   |
| ---- | ---- | ---- | ---- | ---- | ---- | ---- | ---- |
| 27   |      |      | 1    | 2    | 3    | 4    | 5    |
| 28   | 6    | 7    | 8    | 9    | 10   | 11   | 12   |
| 29   | 13   | 14   | 15   | 16   | 17   | 18   | 19   |
| 30   | 20   | 21   | 22   | 23   | 24   | 25   | 26   |
| 31   | 27   | 28   | 29   | 30   | 31   |      |      |

| August | August | August | August | August | August | August | August |
| Kw     | Mo     | Di     | Mi     | Do     | Fr     | Sa     | So     |
| ------ | ------ | ------ | ------ | ------ | ------ | ------ | ------ |
| 31     |        |        |        |        |        | 1      | 2      |
| 32     | 3      | 4      | 5      | 6      | 7      | 8      | 9      |
| 33     | 10     | 11     | 12     | 13     | 14     | 15     | 16     |
| 34     | 17     | 18     | 19     | 20     | 21     | 22     | 23     |
| 35     | 24     | 25     | 26     | 27     | 28     | 29     | 30     |
| 36     | 31     |        |        |        |        |        |        |

| September | September | September | September | September | September | September | September |
| Kw        | Mo        | Di        | Mi        | Do        | Fr        | Sa        | So        |
| --------- | --------- | --------- | --------- | --------- | --------- | --------- | --------- |
| 36        |           | 1         | 2         | 3         | 4         | 5         | 6         |
| 37        | 7         | 8         | 9         | 10        | 11        | 12        | 13        |
| 38        | 14        | 15        | 16        | 17        | 18        | 19        | 20        |
| 39        | 21        | 22        | 23        | 24        | 25        | 26        | 27        |
| 40        | 28        | 29        | 30        |           |           |           |           |

| Oktober | Oktober | Oktober | Oktober | Oktober | Oktober | Oktober | Oktober |
| Kw      | Mo      | Di      | Mi      | Do      | Fr      | Sa      | So      |
| ------- | ------- | ------- | ------- | ------- | ------- | ------- | ------- |
| 40      |         |         |         | 1       | 2       | 3       | 4       |
| 41      | 5       | 6       | 7       | 8       | 9       | 10      | 11      |
| 42      | 12      | 13      | 14      | 15      | 16      | 17      | 18      |
| 43      | 19      | 20      | 21      | 22      | 23      | 24      | 25      |
| 44      | 26      | 27      | 28      | 29      | 30      | 31      |         |

| November | November | November | November | November | November | November | November |
| Kw       | Mo       | Di       | Mi       | Do       | Fr       | Sa       | So       |
| -------- | -------- | -------- | -------- | -------- | -------- | -------- | -------- |
| 44       |          |          |          |          |          |          | 1        |
| 45       | 2        | 3        | 4        | 5        | 6        | 7        | 8        |
| 46       | 9        | 10       | 11       | 12       | 13       | 14       | 15       |
| 47       | 16       | 17       | 18       | 19       | 20       | 21       | 22       |
| 48       | 23       | 24       | 25       | 26       | 27       | 28       | 29       |
| 49       | 30       |          |          |          |          |          |          |

| Dezember | Dezember | Dezember | Dezember | Dezember | Dezember | Dezember | Dezember |
| Kw       | Mo       | Di       | Mi       | Do       | Fr       | Sa       | So       |
| -------- | -------- | -------- | -------- | -------- | -------- | -------- | -------- |
| 49       |          | 1        | 2        | 3        | 4        | 5        | 6        |
| 50       | 7        | 8        | 9        | 10       | 11       | 12       | 13       |
| 51       | 14       | 15       | 16       | 17       | 18       | 19       | 20       |
| 52       | 21       | 22       | 23       | 24       | 25       | 26       | 27       |
| 53       | 28       | 29       | 30       | 31       |          |          |          |

| Januar | Januar | Januar | Januar | Januar | Januar | Januar | Januar |
| Kw     | Mo     | Di     | Mi     | Do     | Fr     | Sa     | So     |
| ------ | ------ | ------ | ------ | ------ | ------ | ------ | ------ |
| 1      |        |        |        | 1      | 2      | 3      | 4      |
| 2      | 5      | 6      | 7      | 8      | 9      | 10     | 11     |
| 3      | 12     | 13     | 14     | 15     | 16     | 17     | 18     |
| 4      | 19     | 20     | 21     | 22     | 23     | 24     | 25     |
| 5      | 26     | 27     | 28     | 29     | 30     | 31     |        |

| Februar | Februar | Februar | Februar | Februar | Februar | Februar | Februar |
| Kw      | Mo      | Di      | Mi      | Do      | Fr      | Sa      | So      |
| ------- | ------- | ------- | ------- | ------- | ------- | ------- | ------- |
| 5       |         |         |         |         |         |         | 1       |
| 6       | 2       | 3       | 4       | 5       | 6       | 7       | 8       |
| 7       | 9       | 10      | 11      | 12      | 13      | 14      | 15      |
| 8       | 16      | 17      | 18      | 19      | 20      | 21      | 22      |
| 9       | 23      | 24      | 25      | 26      | 27      | 28      |         |

| März | März | März | März | März | März | März | März |
| Kw   | Mo   | Di   | Mi   | Do   | Fr   | Sa   | So   |
| ---- | ---- | ---- | ---- | ---- | ---- | ---- | ---- |
| 9    |      |      |      |      |      |      | 1    |
| 10   | 2    | 3    | 4    | 5    | 6    | 7    | 8    |
| 11   | 9    | 10   | 11   | 12   | 13   | 14   | 15   |
| 12   | 16   | 17   | 18   | 19   | 20   | 21   | 22   |
| 13   | 23   | 24   | 25   | 26   | 27   | 28   | 29   |
| 14   | 30   | 31   |      |      |      |      |      |

| April | April | April | April | April | April | April | April |
| Kw    | Mo    | Di    | Mi    | Do    | Fr    | Sa    | So    |
| ----- | ----- | ----- | ----- | ----- | ----- | ----- | ----- |
| 14    |       |       | 1     | 2     | 3     | 4     | 5     |
| 15    | 6     | 7     | 8     | 9     | 10    | 11    | 12    |
| 16    | 13    | 14    | 15    | 16    | 17    | 18    | 19    |
| 17    | 20    | 21    | 22    | 23    | 24    | 25    | 26    |
| 18    | 27    | 28    | 29    | 30    |       |       |       |

| Mai | Mai | Mai | Mai | Mai | Mai | Mai | Mai |
| Kw  | Mo  | Di  | Mi  | Do  | Fr  | Sa  | So  |
| --- | --- | --- | --- | --- | --- | --- | --- |
| 18  |     |     |     |     | 1   | 2   | 3   |
| 19  | 4   | 5   | 6   | 7   | 8   | 9   | 10  |
| 20  | 11  | 12  | 13  | 14  | 15  | 16  | 17  |
| 21  | 18  | 19  | 20  | 21  | 22  | 23  | 24  |
| 22  | 25  | 26  | 27  | 28  | 29  | 30  | 31  |

| Juni | Juni | Juni | Juni | Juni | Juni | Juni | Juni |
| Kw   | Mo   | Di   | Mi   | Do   | Fr   | Sa   | So   |
| ---- | ---- | ---- | ---- | ---- | ---- | ---- | ---- |
| 23   | 1    | 2    | 3    | 4    | 5    | 6    | 7    |
| 24   | 8    | 9    | 10   | 11   | 12   | 13   | 14   |
| 25   | 15   | 16   | 17   | 18   | 19   | 20   | 21   |
| 26   | 22   | 23   | 24   | 25   | 26   | 27   | 28   |
| 27   | 29   | 30   |      |      |      |      |      |

| Juli | Juli | Juli | Juli | Juli | Juli | Juli | Juli |
| Kw   | Mo   | Di   | Mi   | Do   | Fr   | Sa   | So   |
| ---- | ---- | ---- | ---- | ---- | ---- | ---- | ---- |
| 27   |      |      | 1    | 2    | 3    | 4    | 5    |
| 28   | 6    | 7    | 8    | 9    | 10   | 11   | 12   |
| 29   | 13   | 14   | 15   | 16   | 17   | 18   | 19   |
| 30   | 20   | 21   | 22   | 23   | 24   | 25   | 26   |
| 31   | 27   | 28   | 29   | 30   | 31   |      |      |

| August | August | August | August | August | August | August | August |
| Kw     | Mo     | Di     | Mi     | Do     | Fr     | Sa     | So     |
| ------ | ------ | ------ | ------ | ------ | ------ | ------ | ------ |
| 31     |        |        |        |        |        | 1      | 2      |
| 32     | 3      | 4      | 5      | 6      | 7      | 8      | 9      |
| 33     | 10     | 11     | 12     | 13     | 14     | 15     | 16     |
| 34     | 17     | 18     | 19     | 20     | 21     | 22     | 23     |
| 35     | 24     | 25     | 26     | 27     | 28     | 29     | 30     |
| 36     | 31     |        |        |        |        |        |        |

| September | September | September | September | September | September | September | September |
| Kw        | Mo        | Di        | Mi        | Do        | Fr        | Sa        | So        |
| --------- | --------- | --------- | --------- | --------- | --------- | --------- | --------- |
| 36        |           | 1         | 2         | 3         | 4         | 5         | 6         |
| 37        | 7         | 8         | 9         | 10        | 11        | 12        | 13        |
| 38        | 14        | 15        | 16        | 17        | 18        | 19        | 20        |
| 39        | 21        | 22        | 23        | 24        | 25        | 26        | 27        |
| 40        | 28        | 29        | 30        |           |           |           |           |

| Oktober | Oktober | Oktober | Oktober | Oktober | Oktober | Oktober | Oktober |
| Kw      | Mo      | Di      | Mi      | Do      | Fr      | Sa      | So      |
| ------- | ------- | ------- | ------- | ------- | ------- | ------- | ------- |
| 40      |         |         |         | 1       | 2       | 3       | 4       |
| 41      | 5       | 6       | 7       | 8       | 9       | 10      | 11      |
| 42      | 12      | 13      | 14      | 15      | 16      | 17      | 18      |
| 43      | 19      | 20      | 21      | 22      | 23      | 24      | 25      |
| 44      | 26      | 27      | 28      | 29      | 30      | 31      |         |

| November | November | November | November | November | November | November | November |
| Kw       | Mo       | Di       | Mi       | Do       | Fr       | Sa       | So       |
| -------- | -------- | -------- | -------- | -------- | -------- | -------- | -------- |
| 44       |          |          |          |          |          |          | 1        |
| 45       | 2        | 3        | 4        | 5        | 6        | 7        | 8        |
| 46       | 9        | 10       | 11       | 12       | 13       | 14       | 15       |
| 47       | 16       | 17       | 18       | 19       | 20       | 21       | 22       |
| 48       | 23       | 24       | 25       | 26       | 27       | 28       | 29       |
| 49       | 30       |          |          |          |          |          |          |

| Dezember | Dezember | Dezember | Dezember | Dezember | Dezember | Dezember | Dezember |
| Kw       | Mo       | Di       | Mi       | Do       | Fr       | Sa       | So       |
| -------- | -------- | -------- | -------- | -------- | -------- | -------- | -------- |
| 49       |          | 1        | 2        | 3        | 4        | 5        | 6        |
| 50       | 7        | 8        | 9        | 10       | 11       | 12       | 13       |
| 51       | 14       | 15       | 16       | 17       | 18       | 19       | 20       |
| 52       | 21       | 22       | 23       | 24       | 25       | 26       | 27       |
| 53       | 28       | 29       | 30       | 31       |          |          |          |

## Ereignisse

### Politik und Weltgeschehen

#### Afrika, Amerika und Karibik

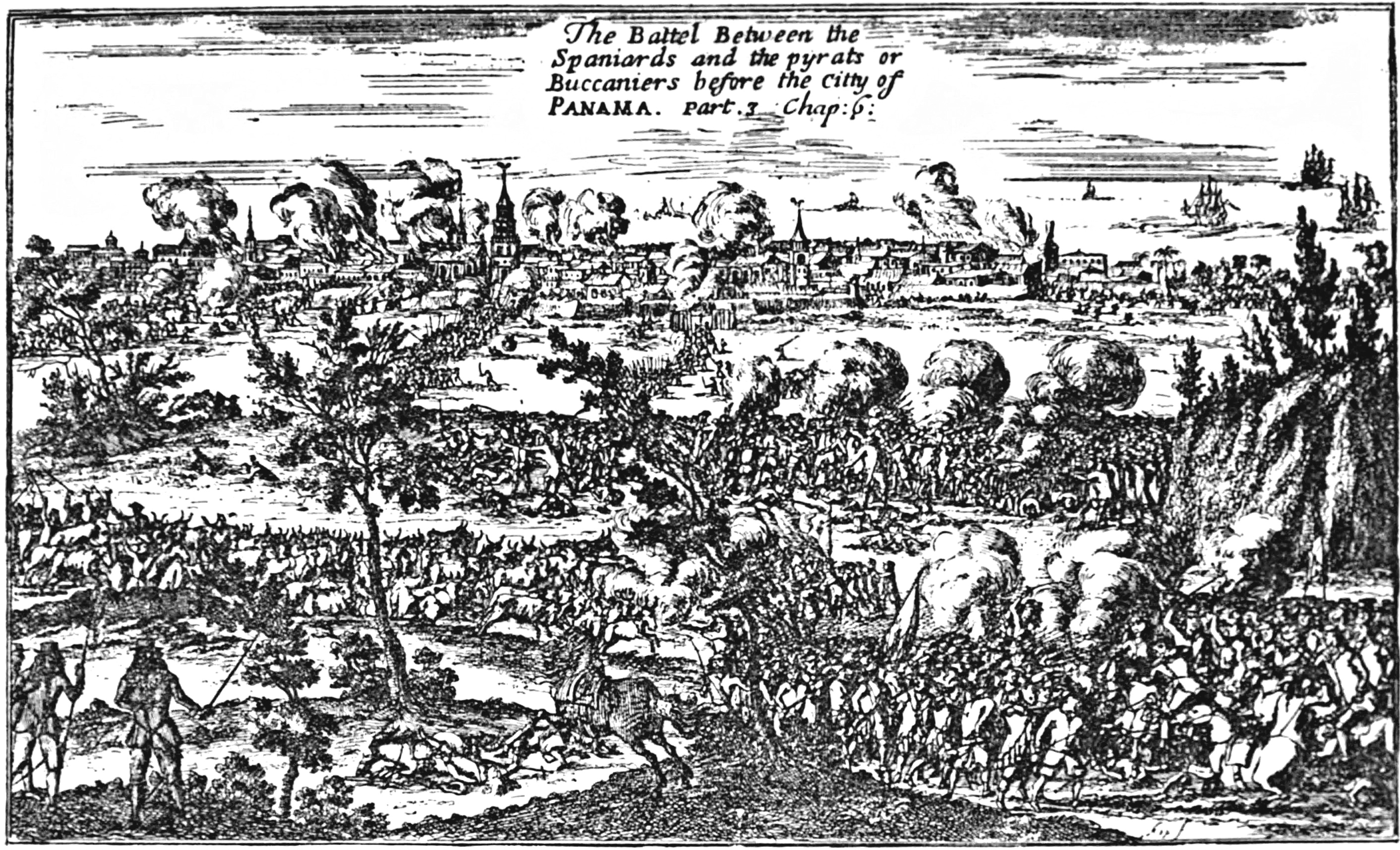
Captain Morgans Angriff auf Panama

- 18. Januar: Geschichte der Piraterie: Der englische Freibeuter Henry Morgan erobert mit seinen Leuten die zum spanischen Vizekönigreich Peru gehörende Stadt Panama. Die Plünderung erbringt für die Angreifer ein Vermögen, die Stadt wird in Brand gesetzt, ihre Einwohner werden massakriert.
- 11. März: Die Dänische Westindien-Kompanie wird gegründet, die den Handel zwischen den dänischen Kolonien an der sogenannten Goldküste im heutigen Ghana und den Inseln St. Thomas, St. John und St. Croix in Dänisch-Westindien, den heutigen Virgin Islands abwickeln soll. König Christian V. stellt dem Unternehmen das Kriegsschiff Færø zur Verfügung, um die westindische Insel St. Thomas zu besiedeln. Die Überfahrt dauert jedoch sieben statt der geplanten drei Monate und bis 1672 sind nur noch 29 der ursprünglich 190 Menschen, die die Überfahrt begonnen haben, am Leben.
- Die englische Royal African Company für den Handel in Westafrika und Westindien wird gegründet.

#### England
- 9. Mai: Aus dem Londoner Tower werden die britischen Kronjuwelen gestohlen. Dem Täter Thomas Blood gelingt es, deren Verwalter zu überwältigen.
- Der Bau am Monument in London beginnt. Die dorische Säule soll an den Großen Brand im Jahr 1666 erinnern. Das von Robert Hooke und Christopher Wren entworfene Bauwerk wird 1677 fertiggestellt.

#### Weitere Ereignisse in Europa

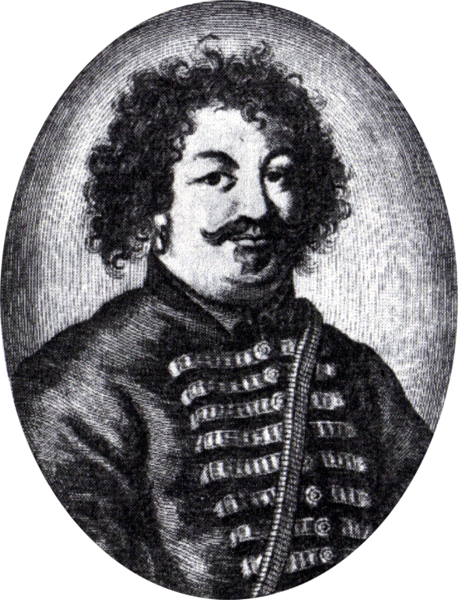
Stenka Rasin

- 24. April: Der russische Bauernführer Stenka Rasin wird nach Verrat von Kosaken gefangen genommen. Der Anführer des Rasin-Aufstands wird vom Zaren persönlich verhört und am 6. Juni hingerichtet.
- 30. April: Die Anführer der Magnatenverschwörung in Ungarn und Kroatien gegen Kaiser Leopold I., Petar Zrinski und Fran Krsto Frankopan werden in Wiener Neustadt hingerichtet.
- 10. Juni: Die Hansestadt Braunschweig fügt sich nach einer Belagerung durch die welfischen Fürsten der Herrschaft Herzogs Rudolf August von Braunschweig und Lüneburg. Braunschweig wird daraufhin zur Garnisonsstadt erhoben.
- Liselotte von der Pfalz heiratet den offen homosexuellen Philippe I. de Bourbon, duc d’Orléans. Daraus entwickelt sich später der sogenannte Pfälzische Erbfolgekrieg.

#### Asien

Familienwappen (Mon) der Date: Take-ni-suzume (Sperlinge im Bambus)

- In Japan ereignet sich der Date Sōdō, ein Aufruhr innerhalb des Date-Klans.

### Wirtschaft

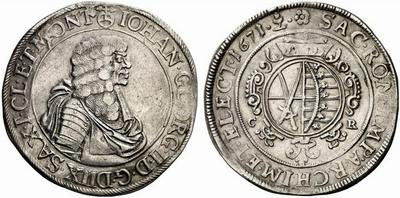
Wechseltaler von 1671, Münzstätte Dresden

- Letztmals wird in Kursachsen unter Kurfürst Johann Georg II. der Wechseltaler herausgebracht.
- Die niederländische Brauerei Oranjeboom wird gegründet.

### Wissenschaft und Technik

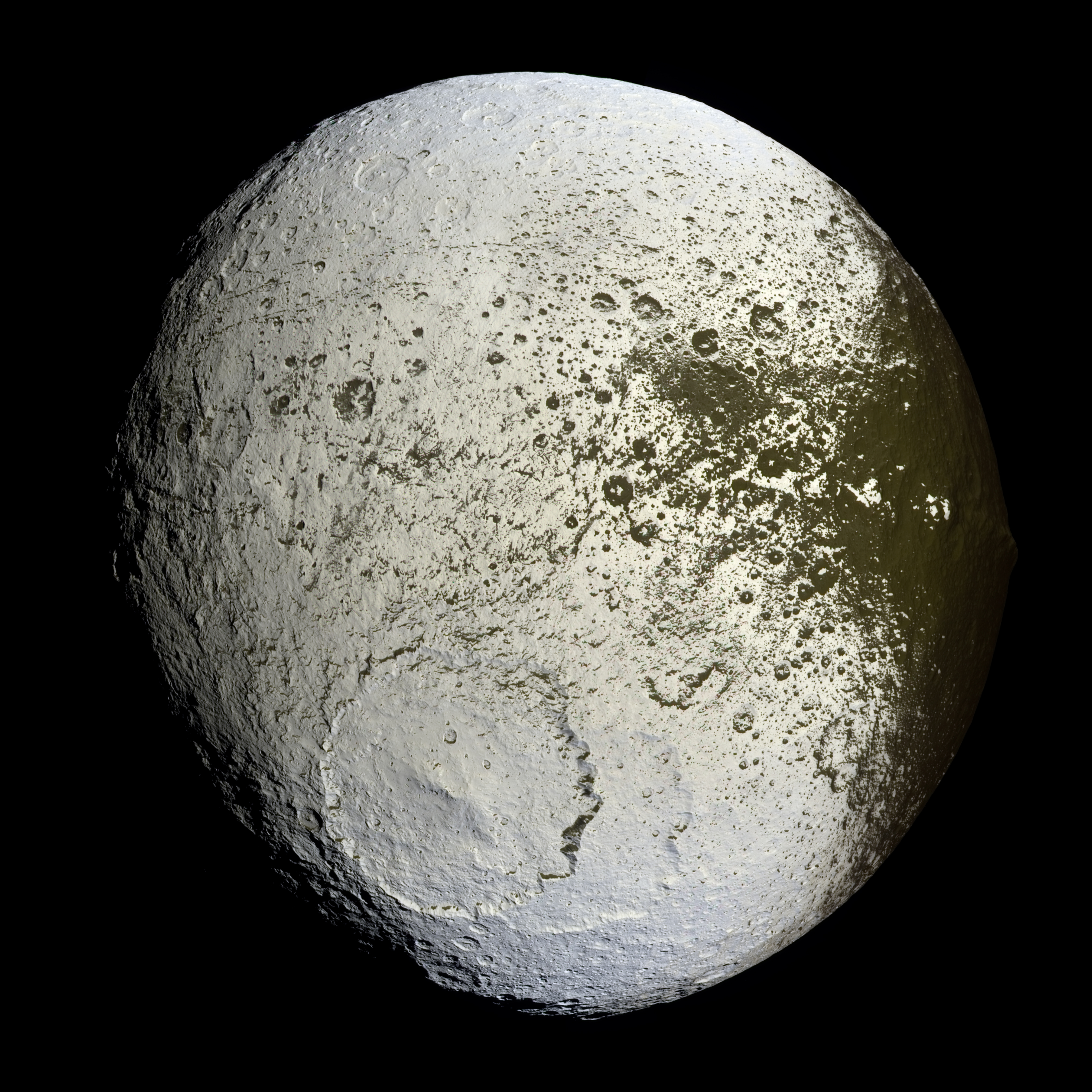
Iapetus, fotografiert von der Raumsonde Cassini

- 25. Oktober: Giovanni Domenico Cassini entdeckt den Saturnmond Iapetus.
- 30. Dezember: Frankreichs König Ludwig XIV. billigt das Errichten der Académie royale d’architecture.
- Der italienische Naturwissenschaftler Marcello Malpighi veröffentlicht das Werk Anatomia Plantarum, den ersten großen Vorstoß in der Pflanzenphysiogamie seit Aristoteles.
- Friederich Martens begibt sich auf eine Fahrt auf einem Walfangschiff nach Spitzbergen und Grönland sowie auf eine weitere Seereise nach Spanien. Sein Reisebericht über die erste Reise wird 1675 herausgegeben, während der Bericht über die Spanienreise erst 1925 wiederentdeckt wird.

### Kultur

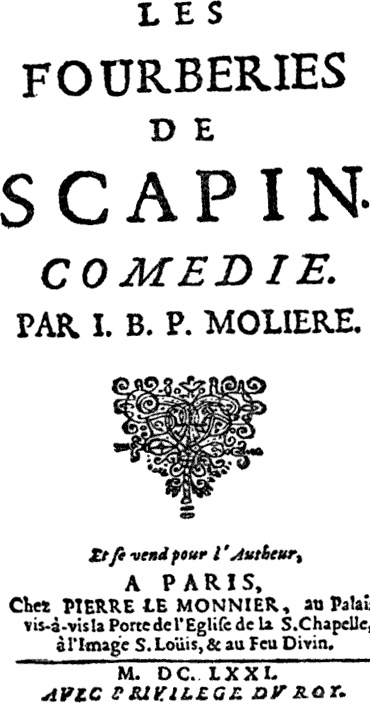
Frontispiz der Erstausgabe von 1671

- 24. Mai: Molières Komödie Les Fourberies de Scapin (Scapins Streiche) wird im Palais Royal in Paris uraufgeführt. Das Stück beruht teilweise auf der Komödie Phormio des lateinischen Dichters Terenz und schöpft zudem zahlreiche Anregungen aus der italienischen Commedia dell’arte.

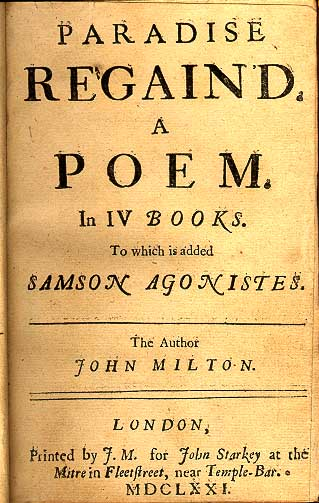
Titelblatt der Erstausgabe von Paradise Regained

- John Milton gibt das Epos Paradise Regained als Nachfolgewerk von Paradise Lost heraus. Es kann jedoch an dessen Erfolg nicht anschließen. Der Band, in dem es erscheint, enthält auch das bis dahin unveröffentlichte Trauerspiel Samson Agonistes.

### Religion
- Das Karmelitenkloster in Linz wird gegründet.

## Geboren

### Erstes Halbjahr
- 11. Januar: François-Marie de Broglie, französischer Feldherr, Marschall von Frankreich († 1745)
- 15. Januar: Johann Heinrich Müller, deutscher Astronom († 1731)
- 16. Januar: John Wentworth, britischer Vizegouverneur in New Hampshire († 1730)
- 28. Januar: William Stephens, britischer Kolonialgouverneur der Province of Georgia († 1753)
- 05. Februar: Bartholomæus Deichman, Bischof von Christiania (Oslo) († 1731)
- 11. Februar: Hannah Callowhill Penn, zweite Ehefrau William Penns und Verwalterin Pennsylvanias († 1727)
- 26. Februar: Anthony Ashley-Cooper, englischer Politiker und Adliger († 1713)
- 26. Februar: Johann Arnold Zeitfuchs, deutscher Chronist, Theologe und geistlicher Schriftsteller († 1742)
- 07. März: Robert Roy MacGregor („Rob Roy“), schottischer Volksheld († 1734)
- 07. März: Franz Conrad Romanus, Bürgermeister von Leipzig und Gefangener auf der Festung Königstein († 1746)
- 17. März: Kaspar Ignaz von Künigl, Fürstbischof von Brixen († 1747)
- 28. März: Jodokus Bernhard von Aufseß, deutscher Kanoniker († 1738)
- 30. März: Christine Luise von Oettingen-Oettingen, Herzogin von Braunschweig-Wolfenbüttel und Fürstin von Blankenburg († 1747)
- 02. April: Nicolas Samuel de Treytorrens, Schweizer Pietist († 1728)
- 06. April: Jean-Baptiste Rousseau, französischer Schriftsteller († 1741)
- 16. April: John Law, schottischer Nationalökonom († 1729)
- 24. April: Bogislaw Bodo von Flemming, brandenburgischer Generalleutnant († 1732)
- 24. April: Gian Gastone de’ Medici, letzter toskanischer Großherzog aus dem Hause der Medici († 1737)
- 12. Mai: Erdmann Neumeister, deutscher Kirchenliederdichter, Poetiker und Theologe († 1756)
- 15. Mai: Frans Burman, niederländischer reformierter Theologe († 1719)
- 20. Mai: Emanuel Lebrecht, Fürst von Anhalt-Köthen († 1704)
- 22. Mai: Abraham Patras, Generalgouverneur von Niederländisch-Indien († 1737)
- 26. Mai: Burkhard Gotthelf Struve, deutscher Polyhistor, Bibliothekar († 1738)
- 06. Juni: Sebastian Zeidlmayr, deutscher Geistlicher, Organist und Musikpädagoge († 1750)
- 08. Juni: Tomaso Albinoni, italienischer Komponist und Geiger († 1751)
- 16. Juni: Johann Christoph Bach d. J., deutscher Organist und ältester Bruder Johann Sebastian Bachs († 1721)

### Zweites Halbjahr
- 05. Juli: Carmine Nicolao Caracciolo, spanischer Kolonialverwalter italienischer Herkunft, Vizekönig von Peru († 1726)
- 20. Juli: Philipp von Hessen-Darmstadt, Gouverneur von Mantua († 1736)
- 22. Juli: Ludwig Rudolf, Herzog von Braunschweig-Wolfenbüttel und Fürst von Blankenburg († 1735)
- 11. August: Asaf Jah I., indischer Adeliger und Begründer der Fürstendynastie von Hyderabad († 1748)
- 13. August: Jean-Alphonse Turrettini, Schweizer reformierter Theologe († 1737)
- 17. August: Niklaus Tscheer, Schweizer Pietist und Schriftsteller († 1748)
- 23. August: Cai Burchard Graf von Ahlefeldt, Gutsherr der Adligen Güter Bystorp, Gut Eschelsmark, Ornum und Stubbe († 1718)
- 26. August: Johann Conrad Ziesenis, deutscher Bildhauer († 1727)
- 22. September: Gelasius Hieber, bayerischer Prediger († 1731)
- 28. September: Henry Grey, 1. Duke of Kent, britischer Peer († 1740)
- 18. Oktober: Friedrich IV., Herzog von Schleswig-Holstein-Gottorf († 1702)
- 21. Oktober: Friedrich IV., König von Dänemark und Norwegen († 1730)
- 06. November: Colley Cibber, britischer Theaterleiter, Impresario, Dramatiker und Dichter († 1757)
- 05. Dezember: Joseph Clemens von Bayern, von 1688 bis 1723 Erzbischof des Erzbistums Köln († 1723)
- 18. Dezember: Gabriel de Gabrieli, Schweizer fürstbischöflich Eichstättischer Hofbaudirektor († 1747)
- 29. Dezember: Christiane Eberhardine von Brandenburg-Bayreuth, Kurfürstin von Sachsen und Titularkönigin von Polen († 1727)
- 30. Dezember: Wilhelm I. Sölner, Abt des Zisterzienserklosters in Ebrach († 1741)

### Genaues Geburtsdatum unbekannt
- Joseph Franz Adolph, mährischer Tiermaler († 1749)

## Gestorben
- 01. Januar: Hardouin de Péréfixe de Beaumont, französischer Geistlicher, Historiker und Erzbischof von Paris (* 1606)
- 04. Januar: Joachim von Gravenegg, Fürstabt von Fulda (* 1594)
- 18. Januar: Hieronymus von Dorne, deutscher Jurist, Orientreisender und Stadthauptmann von Mölln (* 1603)
- 24. Januar: Philipp, Fürst von Hohenzollern-Hechingen (* 1616)
- 25. Januar: Heinrich X. Reuß zu Lobenstein, deutscher Adliger und Rektor der Universität Leipzig (* 1621)
- 28. Januar: Vollrad Ludolf von Krosigk, Soldat und Kommunalpolitiker (* 1620)
- 11. Februar: Ludwig Compenius, mitteldeutscher Orgel- und Cembalobauer (* um 1603)
- 12. Februar: Hans Gudewerdt der Jüngere, deutsch-dänischer Bildschnitzer (* zwischen 1593 und 1603)
- 12. Februar: Magdalene von Hessen-Kassel, Altgräfin zu Salm-Reifferscheidt (* 1611)
- 17. Februar: Menno Hanneken, deutscher lutherischer Theologe (* 1595)
- 19. Februar: Agnès Arnauld, französische Nonne, Äbtissin des Klosters Port Royal (* 1593)
- 22. Februar: Adam Olearius, deutscher Schriftsteller und Diplomat (* 1603)
- 23. Februar: Leopold Wilhelm von Baden, Markgraf von Baden (* 1626)
- 26. Februar: David Gloxin, Bürgermeister und Diplomat der Hansestadt Lübeck (* 1597)
- 04. März: William Sayle, englischer Kolonialpolitiker (* um 1590)
- 30. März: Karl II. Otto, Herzog und Pfalzgraf von Birkenfeld (* 1625)
- 31. März: Anne Hyde, erste Frau James Stuarts, des Herzogs von York (* 1637)
- 04. April: Heinrich von Brockdorff, deutscher Soldat und Politiker (* 1600)
- 09. April: Tilemann Olearius, deutscher lutherischer Theologe und Philologe (* 1600)
- 30. April: Fran Krsto Frankopan, kroatischer Politiker und Schriftsteller (* 1643)
- 30. April: Franz III. Nádasdy, ungarischer Kronrichter und General (* 1622)
- 30. April: Petar Zrinski, Ban von Kroatien (* 1621)
- 08. Mai: Sébastien Bourdon, französischer Maler (* 1616)
- 20. Mai: Andreas Heinrich Bucholtz, deutscher lutherischer Theologe (* 1607)
- 02. Juni: Sophie Eleonore von Sachsen, Landgräfin von Hessen-Darmstadt (* 1609)
- 16. Juni: Stenka Rasin, russischer Ataman der Don-Kosaken und Anführer eines Aufstands gegen das Zarenreich (* 1630)
- 25. Juni: Giovanni Riccioli, italienischer Astronom (* 1598)
- 30. Juli: Louis Joseph de Lorraine, Herzog von Guise  (* 1650)
- 14. September: Ascanio II. Piccolomini, Erzbischof von Siena (* 1596)
- 26. Oktober: John Gell, englischer Politiker und Feldherr (* 1593)
- 30. Oktober: Heinrich Siegel, deutscher frühkapitalistischer Unternehmer (* 1634)
- 12. November: Thomas Fairfax, englischer General während des Bürgerkrieges (* 1612)
- 15. November: Julie d’Angennes, französische Adlige und Salondame (* 1606/07)
- 19. November: Hieronymus von Clary und Aldringen, kaiserlicher Generalfeldwachtmeister (* 1610)
- 21. November: Michael Wendler, deutscher Moralphilosoph und lutherischer Theologe (* 1610)
- 11. Dezember: Afra Schick, Opfer der Hexenverfolgung in Wiener Neustadt (* um 1610)
- 12. Dezember: Sibylla Ursula von Braunschweig-Wolfenbüttel, Herzogin von Schleswig-Holstein-Sonderburg-Glücksburg (* 1629)
- 28. Dezember: Johann Friedrich Gronovius, deutscher klassischer Philologe und Textkritiker (* 1611)